# Daban (St. Lucia)
Daban ist eine Siedlung im Quarter (Distrikt) Laborie im Süden des Inselstaates St. Lucia in der Karibik. 2015 hatte der Ort 102 Einwohner.

## Geographie
Die Siedlung liegt zusammen mit Warwick im Süden der Insel, im Hinterland bei Saltibus. Das Gebiet ist auch das Quellgebiet des Piaye River, dessen Quellflüsse zahlreiche Wasserfälle bilden: La Haut Waterfall, Darban Three Waterfalls und Darban Highfalls.

## Klima
Nach dem Köppen-Geiger-System zeichnet sich Daban durch ein tropisches Klima mit der Kurzbezeichnung Af aus.